# Da Nang
Da Nang (vietnamesiska Đà Nẵng) är en stad och kommun i centrala Vietnam. Den är en viktig hamnstad, för både centrala Vietnam och södra Laos. Vid folkräkningen 2009 var Da Nang Vietnams femte folkrikaste kommun och tredje folkrikaste centralort. Staden har en av Vietnams tre internationella flygplatser: Da Nang Internationell flygplats. De två andra finns i Hanoi och Ho Chi Minh-staden.

## Administrativ indelning
Da Nang är en av Vietnams fem storstadskommuner som har samma administrativa status som landets provinser. Kommunen är indelad i sex urbana distrikt (quận) samt ett landsbygdsdistrikt (huyện):
- Cam Le (quận)
- Hai Chau (quận)
- Lien Chieu (quận)
- Ngu Hanh Son (quận)
- Son Tra (quận)
- Thanh Khe (quận)
- Hoa Vang (huyện)

Formellt omfattar Da Nang ytterligare ett landsbygdsdistrikt, Hoang Sa, som avser Paracelöarna. Denna ögrupp står de facto under kinesisk kontroll, men även Vietnam och Taiwan gör anspråk på detta område. 

## Historia
Da Nang kom att bli en av Vietnams viktigaste hamnstäder under den franska kolonialtiden på 1800-talet. Stadens namn var då Tourane. Under Vietnamkriget tjänade Da Nang som USA:s största flygbas. I krigets slutskede utspelade sig dramatiska scener när demoraliserade soldater från Sydvietnams armé började plundra civila. Staden intogs av Nordvietnam några veckor senare utan att några strider förekommit.

## Utbildning
Det finns två universitet i Da Nang: University of Da Nang och Duy Tan University.

## Sevärdheter
De största attraktionerna i Da Nang är museet som innehåller många föremål från Champakulturen och Marmorbergen där det finns många grottor som har använts som buddhistiska tempel. 

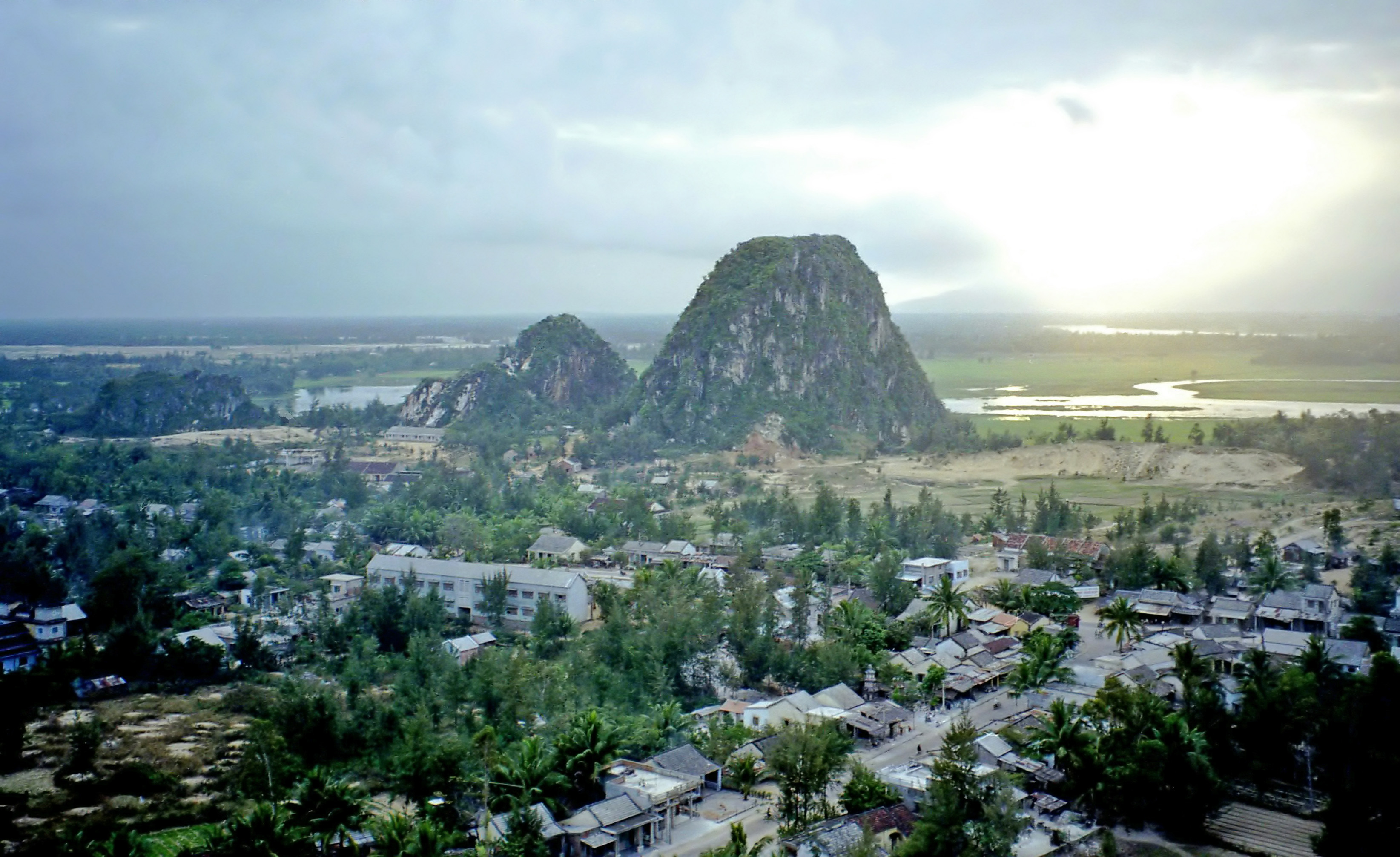
Marmorbergen.

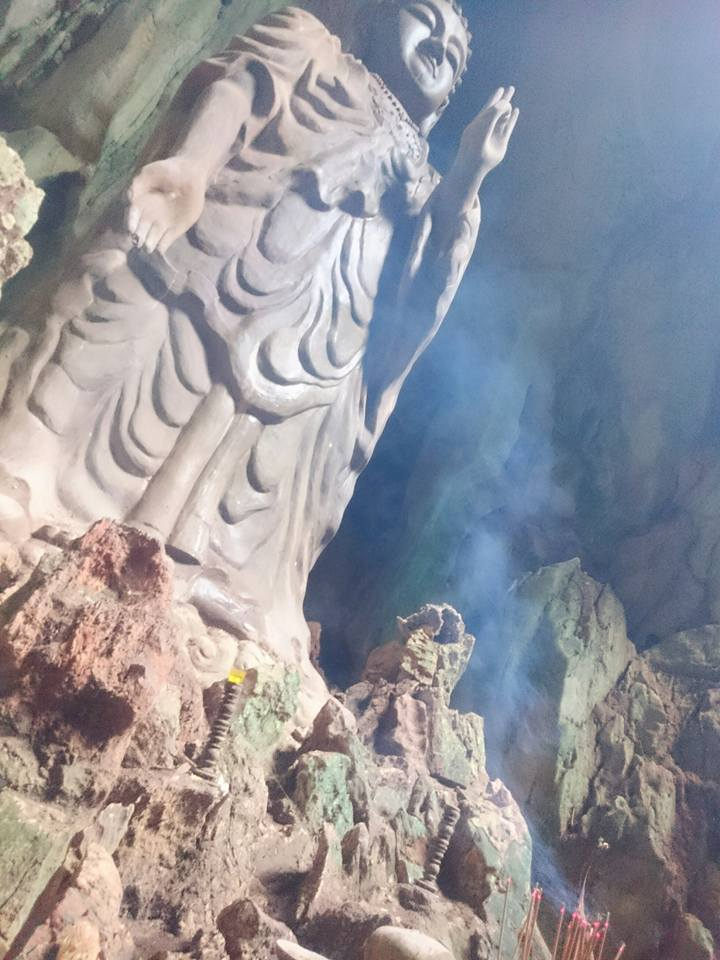
Inuti Marmorbergen.

Da Nang-katedralen uppfördes 1923 av fransmännen och Cao Dai-templet är ett av de största i Vietnam. En av de större pagoderna i staden är Phap Lam-pagoden.